# Elezioni generali in Niger del 2016
Le elezioni generali in Niger del 2016 si tennero il 21 febbraio (primo turno) e il 20 marzo (secondo turno) per l'elezione del Presidente e dei membri del Parlamento.

## Risultati

### Elezioni presidenziali
| Candidati                     | Partiti                                                         | I turno   | I turno | II turno  | II turno |
| Candidati                     | Partiti                                                         | Voti      | %       | Voti      | %        |
| ----------------------------- | --------------------------------------------------------------- | --------- | ------- | --------- | -------- |
| Mahamadou Issoufou            | Partito Nigerino per la Democrazia e il Socialismo              | 2 252 016 | 48,43   | 4 102 363 | 92,51    |
| Hama Amadou                   | Movimento Democratico Nigerino per una Federazione Africana     | 824 500   | 17,73   | 332 292   | 7,49     |
| Seyni Oumarou                 | Movimento Nazionale per la Società dello Sviluppo               | 563 613   | 12,12   |           |          |
| Mahamane Ousmane              | Movimento Nigerino per il Rinnovamento Democratico              | 290 688   | 6,25    |           |          |
| Ibrahim Yacouba               | Movimento Patriottico Nigerino                                  | 201 982   | 4,34    |           |          |
| Kassoum Moctar                | Congresso per la Repubblica                                     | 135 176   | 2,91    |           |          |
| Abdou Labo                    | Convenzione Democratica e Sociale                               | 97 243    | 2,09    |           |          |
| Amadou Cheiffou               | Raggruppamento Social Democratico                               | 82 965    | 1,78    |           |          |
| Amadou Cissé                  | Unione per la Democrazia e la Repubblica                        | 69 115    | 1,49    |           |          |
| Laouan Magagi                 | Alleanza per il Rinnovamento Democratico                        | 44 595    | 0,96    |           |          |
| Adal Roubeid                  | Movimento Democratico per il Rinnovamento                       | 27 350    | 0,59    |           |          |
| Abdoulaye Traoré              | Partito del Progresso per un Niger Unito                        | 18 681    | 0,40    |           |          |
| Tahirou Guimba                | Movimento Democratico per lo Sviluppo e la Difesa delle Libertà | 18 335    | 0,39    |           |          |
| Mahamane Jéan Philipe Padonou | Convergenza per la Democrazia e il Progresso                    | 16 415    | 0,35    |           |          |
| Mahamane Hamissou             | Partito della Giustizia e dello Sviluppo                        | 7 211     | 0,16    |           |          |
| Totale                        | Totale                                                          | 4 650 207 | 100     | 4 434 655 | 100      |

### Elezioni parlamentari
| Liste                                                       | Voti      | %     | Seggi |
| ----------------------------------------------------------- | --------- | ----- | ----- |
| Partito Nigerino per la Democrazia e il Socialismo          | 1 703 321 | 35,72 | 75    |
| Movimento Democratico Nigerino per una Federazione Africana | 615 393   | 12,91 | 25    |
| Movimento Nazionale per la Società dello Sviluppo           | 488 502   | 10,24 | 20    |
| Movimento Patriottico per la Repubblica                     | 343 150   | 7,20  | 13    |
| MNDR-PSDN                                                   | 198 164   | 4,16  | 6     |
| Movimento Patriottico Nigerino                              | 152 252   | 3,19  | 5     |
| Alleanza dei Movimenti per l'Emergenza del Niger            | 142 934   | 3,00  | 3     |
| Alleanza Nigerina per la Democrazia e il Progresso          | 141 031   | 2,96  | 4     |
| Raggruppamento Social Democratico                           | 138 065   | 2,90  | 4     |
| Congresso per la Repubblica                                 | 122 573   | 2,57  | 3     |
| Convenzione Democratica e Sociale                           | 114 403   | 2,40  | 3     |
| Raggruppamento per la Democrazia e il Progresso             | 113 141   | 2,37  | 3     |
| Unione per la Democrazia e la Repubblica                    | 105 448   | 2,21  | 2     |
| Alleanza Democratica per il Niger                           | 75 372    | 1,58  | 1     |
| Alleanza per il Rinnovamento Democratico                    | 69 971    | 1,47  | 2     |
| Partito Social Democratico                                  | 43 285    | 0,91  | 2     |
| Altri <25.000 voti                                          | 201 610   | 4,23  | –     |
| Totale                                                      | 4 768 615 | 100   | 171   |